# جو هاسيت
جو هاسيت (بالإنجليزية: Joe Hassett)‏ مواليد 11 سبتمبر 1955 في بروفيدنس، هو لاعب كرة سلة أمريكي سابق. بدأ مسيرته الاحترافية في سنة 1977. تم اختياره من قبل فريق سياتل سوبرسونيكس خلال الدرافت. يبلغ طوله 6 قدم 5 بوصة (2.0 م). حقق المركز الأول في دورة الألعاب الأمريكية 1975. اعتزل اللعب في 1983.

## المسيرة الاحترافية
لعب مع سياتل سوبرسونيكس من سنة 1977 إلى 1979، ثم لعب مع إنديانا بايسرز في موسم 1979–1980، ثم لعب مع دالاس مافيريكس في سنة 1980، ثم لعب مع غولدن ستايت ووريورز من سنة 1980 إلى 1983.

## الميداليات
| الميدالية | المسابقة                    |
| --------- | --------------------------- |
| ذهبية     | دورة الألعاب الأمريكية 1975 |

## روابط خارجية
- جو هاسيت على موقع إن بي أي (الإنجليزية)
- جو هاسيت على موقع سبورتس رفرنس (الإنجليزية)
- جو هاسيت على موقع كلية كرة السلة في سبورتس رفرنس.كوم (الإنجليزية)
- جو هاسيت على موقع ريلجم (الإنجليزية)
- جو هاسيت على موقع بروبوليرز (الإنجليزية)